# 舍努瓦斯
舍努瓦斯（法語：Chenoise，法語發音：[ʃənwaz] ⓘ）是法国塞纳-马恩省的一个旧市镇，属于普罗万区。2019年，舍努瓦斯与市镇屈沙尔穆瓦合并为新市镇舍努瓦斯-屈沙尔穆瓦。

## 地理
舍努瓦斯（48°36'55"N, 3°11'39"E）面积35.85 平方千米，位于法国法蘭西島大區塞纳-马恩省，该省份为法国北部内陆省份，北起瓦兹省，西接埃松省、马恩河谷省、塞纳-圣但尼省和瓦兹河谷省，南至卢瓦雷省，东南接约讷省，东临马恩省和奥布省，东北接埃纳省。
与舍努瓦斯接壤的市镇（或旧市镇、城区）包括：圣伊利耶、布里地区圣瑞斯特、维莱讷莱普罗万、巴诺-维勒加尼翁、屈沙尔穆瓦、茹伊勒沙泰勒、莫尔特里。

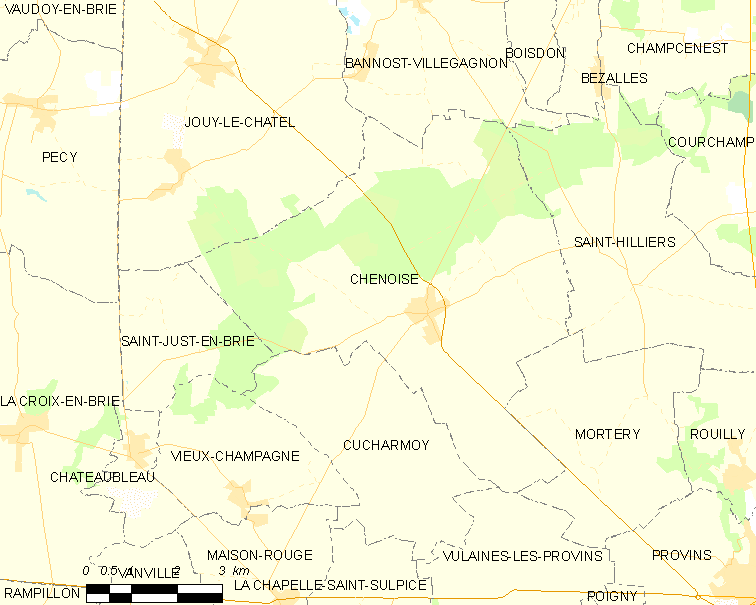
舍努瓦斯的OSM定位图

舍努瓦斯的时区为UTC+01:00、UTC+02:00（夏令时）。

## 行政
舍努瓦斯的邮政编码为77160，INSEE市镇编码为77109。

## 政治
舍努瓦斯所属的省级选区为普罗万县。

## 人口

1962-2008年间舍努瓦斯人口变化图示

舍努瓦斯于2015时的人口数量为1365人。